# Lodewijk van Meißen
Lodewijk van Meißen (Eisenach, 25 februari 1341 – Calbe, 17 februari 1382) was van 1357 tot 1366 prins-bisschop van Halberstadt, van 1366 tot 1374 bisschop van Bamberg, van 1374 tot 1381 keurvorst-aartsbisschop van Mainz en van 1381 tot aan zijn dood aartsbisschop van Maagdenburg. Hij behoorde tot het huis Wettin.

## Levensloop
Lodewijk was de vierde zoon van markgraaf Frederik II van Meißen uit diens huwelijk met Mathilde van Beieren, dochter van keizer Lodewijk de Beier van het Heilige Roomse Rijk. In 1357 werd hij op zestienjarige leeftijd benoemd tot bisschop van Halberstadt, waarschijnlijk omdat hij deel uitmaakte van het machtige huis Wettin. In 1366 nam hij ontslag uit deze functie om bisschop van Bamberg te worden. In 1374 abdiceerde hij in Bamberg om keurvorst-aartsbisschop van Mainz te worden.
Na de dood van zijn voorganger in Mainz, Jan van Luxemburg-Ligny, in 1373 verkoos het domkapittel Adolf van Nassau-Wiesbaden-Idstein als diens opvolger. Op verzoek van keizer Karel IV weigerde paus Gregorius XI de benoeming echter goed te keuren en benoemde hij Lodewijk van Meißen tot aartsbisschop van Mainz. Dit leidde tot een gewapend conflict, dat de geschiedenis inging als het Schisma van Mainz. In Thüringen en de Eichsfeld werden veldslagen uitgevochten. Lodewijk werd gesteund door de keizer en diens zoon Wenceslaus, terwijl Adolf de steun kreeg van hertog Otto I van Brunswijk-Göttingen, graaf Johan I van Nassau-Siegen, graaf Hendrik VI van Waldeck en graaf Godfried VIII van Ziegenhain. Geen enkele partij was evenwel sterk genoeg om de overwinning te forceren, en het conflict bleef duren tot in 1381.
Na het overlijden van paus Gregorius XI in 1378 raakte de katholieke kerk verdeeld tussen twee rivaliserende pausen, het zogeheten Westers Schisma. Tegenpaus Clemens VII erkende Adolf van Nassau-Wiesbaden-Idstein in 1379 als keurvorst-aartsbisschop van Mainz en toen Rooms-Duits koning Wenceslaus deze benoeming bevestigde, had Lodewijk geen enkele andere keuze dan te abdiceren. Als compensatie werd hij benoemd tot aartsbisschop van Maagdenburg. Lodewijk reisde naar Maagdenburg en stierf daar in februari 1382, kort voor zijn 41ste verjaardag. Hij werd bijgezet in de Dom van Maagdenburg.
- Gemeinsame Normdatei: 12155743X
- Virtual International Authority File: 23000611